# Teknikåret 1993

## Händelser

### Februari

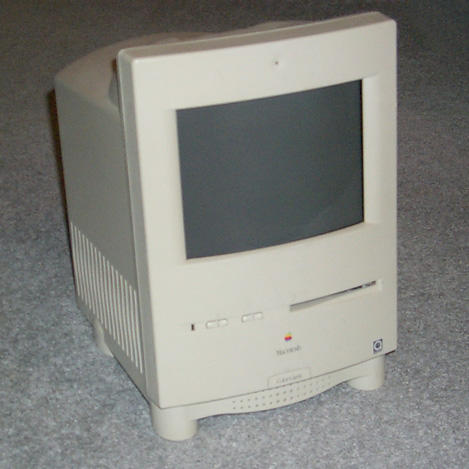
Macintosh Color Classic

- Februari - Apple introducerar persondatorn Color Classic. [1]

### Mars
- 22 mars - Intel skeppar de första Pentium-processorerna [2].
- 31 mars - En bugg i ett program skrivet av Richard Depew skickar en artikel till 200 nyhetsgrupper på en gång. Termen "spamming" myntas av Joel Furr för att beskriva händelsen.

### April
- 13 april - Dagens Nyheter publicerar en artikel om den med nöd och näppe undvikta härdsmältan vid Ågestaverket 1969.
- 22 april - Version 1.0 av webbläsaren Mosaic släpps.
- April - Adobe Systems börjar sälja Adobe Photoshop 2.5 för Windows, IRIX och Solaris. Detta var första versionen av Photoshop för PC-användare.

### Juni
- 15 juni - Adobe Systems släpper programvaran Adobe Acrobat, och därmed även PDF-formatet.[3]

### September
- 27 september - NCSA släpper webbläsaren Mosaic i public beta-version. [4]

### November
- 22 november - Den första webbkameran kopplas on-line, visar Kaffebryggaren i Trojan Room[5] på University of Cambridge.